# Estágio (jogos eletrônicos)
Um estágio, nível (level), mapa, área, palco, mundo, pista, tabuleiro, piso, zona, fase, missão, episódio ou curso em um videogame é o espaço total disponível para o jogador durante o curso de completar um objetivo discreto. Os níveis de videogame geralmente têm dificuldade progressivamente crescente para atrair jogadores com diferentes níveis de habilidade. Cada nível apresenta novos conteúdos e desafios para manter o interesse do jogador alto.
Em jogos com progressão linear, os níveis são áreas de um mundo maior, como Green Hill Zone. Os jogos também podem apresentar níveis interconectados, representando locais. Embora o desafio em um jogo geralmente seja derrotar algum tipo de personagem, os níveis às vezes são projetados com um desafio de movimento, como um quebra-cabeça de salto, uma forma de pista de obstáculos. Os jogadores devem avaliar a distância entre plataformas ou saliências e pular com segurança entre elas para alcançar a próxima área. Esses quebra-cabeças podem diminuir o ímpeto para jogadores de jogos de ação rápida; o primeiro Half-Life penúltimo capítulo, "Interloper", apresentou múltiplas plataformas móveis no ar com inimigos atirando no jogador de todos os lados.

## Design de estágio
O design de níveis, ou design de ambiente, é uma disciplina de desenvolvimento de jogos que envolve a criação de níveis de videogame - locais, estágios ou missões. Isso é comumente feito usando um editor de níveis, um software de desenvolvimento de jogos projetado para construir níveis; no entanto, alguns jogos apresentam ferramentas de edição de nível integradas.

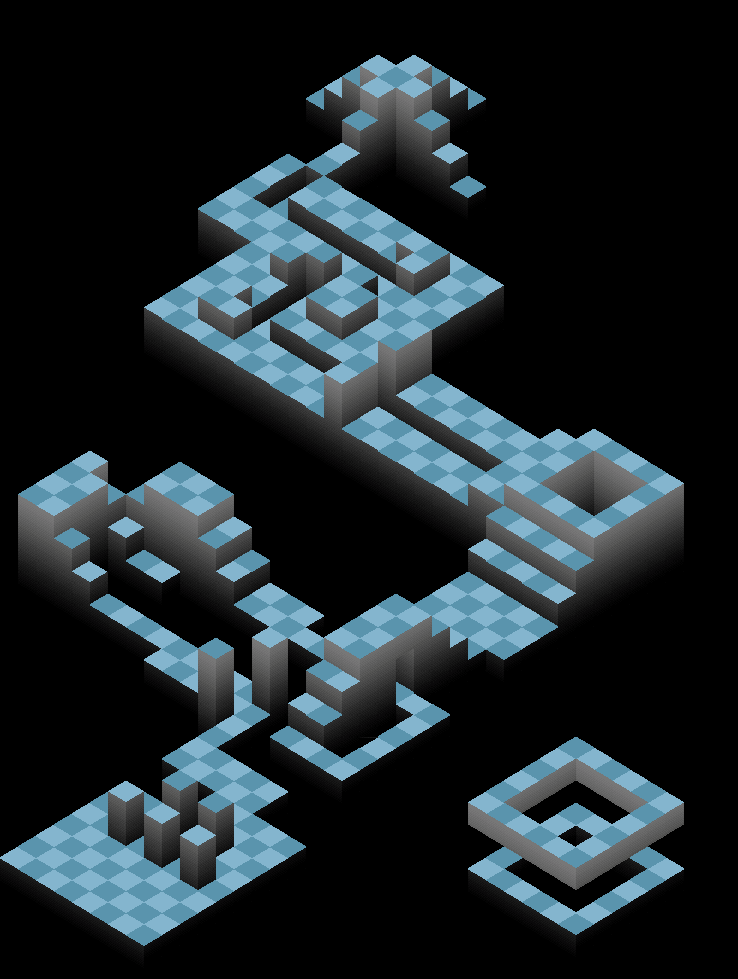
Layout de um nível no jogo de quebra-cabeça (Edge)
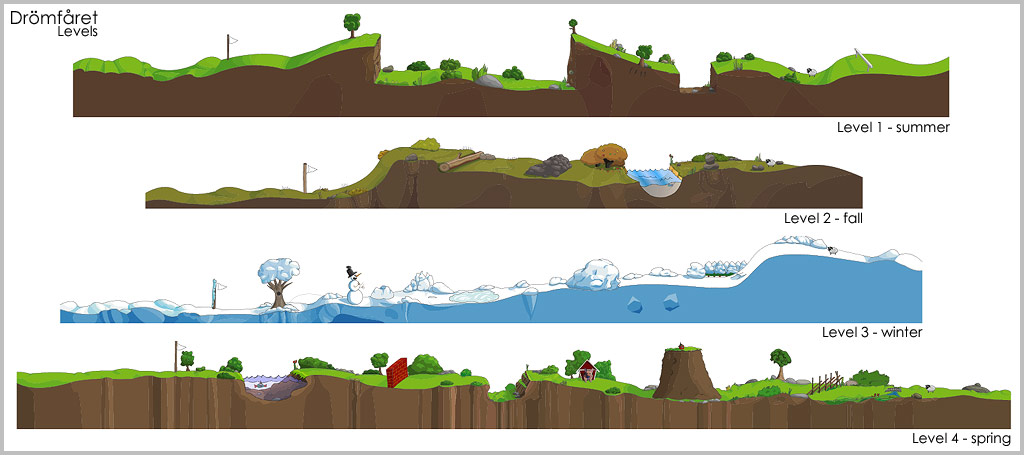
Diferentes níveis em um layout de jogo de computação gráfica 2D
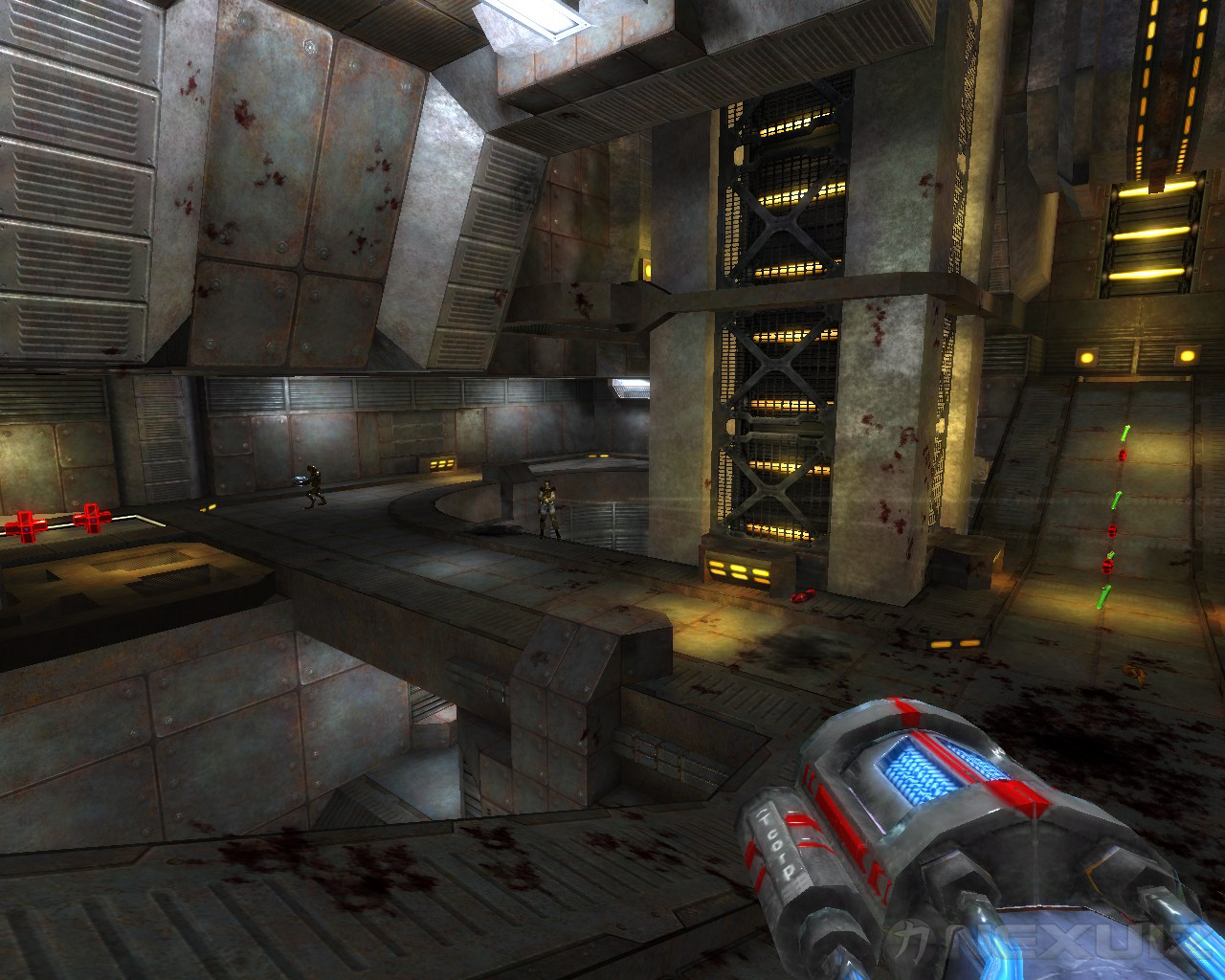
Em jogos com computação gráfica 3D como Nexuiz, os níveis são projetados como espaços tridimensionais

### História
Nos primeiros dias dos videogames, um único programador criava os mapas e layouts de um jogo, e não existia uma disciplina ou profissão dedicada exclusivamente ao design de níveis. Os primeiros jogos geralmente apresentavam um sistema de nível de dificuldade ascendente em oposição à progressão do enredo.
O primeiro gênero de jogo que exigiu uma quantidade significativa de tempo para projetar áreas foram os jogos baseados em texto, como os MUDs. Frequentemente, os usuários promovidos eram designados para criar novos caminhos, novas salas, novos equipamentos e novas ações, geralmente usando a própria interface do jogo.
Lode Runner de 1983 foi um dos primeiros títulos a serem lançados com um editor de níveis, e seu designer, Doug Smith, supostamente pagava crianças da vizinhança para projetar níveis para o jogo. Naquele mesmo ano, o dungeon crawl multiplayer Dandy foi lançado, e também foi enviado com um editor de níveis documentado no manual. ZZT (1991) é um jogo posterior com mapeamento e scripts acessíveis ao usuário.
Doom (1993) e Doom II (1994) foram dois dos primeiros jogos a atrair atividades de modding de jogos, e muitos arquivos de nível WAD foram feitos para eles. Uma das razões foi uma separação clara entre os arquivos de nível e o motor de jogo em si.

## Designer de níveis
Um designer de níveis ou estágios é um designer de jogos que cria ambientes e cenários usando um editor de níveis e outras ferramentas. Os designers de nível geralmente trabalham em um nível desde a pré-produção até a conclusão; trabalhando com versões incompletas e completas do jogo. Os programadores de videogames geralmente produzem editores de níveis e ferramentas de design para os designers usarem. Isso elimina a necessidade dos designers de acessar ou modificar o código do jogo. Ao contrário das ferramentas de edição de níveis às vezes disponíveis para a comunidade, designers de níveis geralmente trabalham com marcadores de posição e protótipos visando a consistência de nível e layout claro antes da arte necessária é produzido por artistas de jogos. Muitos level designers têm habilidades tanto como artistas visuais quanto como game designers, embora nos últimos anos a responsabilidade por tarefas relacionadas visuais, estruturais e de gameplay tenha sido cada vez mais dividida entre vários especialistas.